# TNT-ækvivalent
TNT-ækvivalent er en enhed, der bruges til at kvantificere energiindholdet i eksplosioner.
TNT er en forkortelse for 2,4,6-TriNitroToluen. Masse TNT som kiloton TNT blev oprindeligt brugt til at angive den mængde energi, der udløses i konventionelle bomber og kernevåben. I nutiden er man dog også begyndt at anvende masse TNT, når man angiver det eksplosive energiindhold i vulkanudbrud, jordskælv, meteornedslag og asteroidenedslag.
1 ton TNT modsvarer en energimængde på 4,184 gigajoule.

## Skala
| Gram TNT     | Symbol | Ton TNT      | Symbol | Energi       |
| ------------ | ------ | ------------ | ------ | ------------ |
| gram TNT     | g      | mikroton TNT | μt     | 4,184×103 J  |
| kilogram TNT | kg     | milliton TNT | mt     | 4,184×106 J  |
| megagram TNT | Mg     | ton TNT      | t      | 4,184×109 J  |
| gigagram TNT | Gg     | kiloton TNT  | kt     | 4,184×1012 J |
| teragram TNT | Tg     | megaton TNT  | Mt     | 4,184×1015 J |
| petagram TNT | Pg     | gigaton TNT  | Gt     | 4,184×1018 J |

## Eksempler
- De traditionelle ”Bunker Buster” bomber rangerer fra 1 ton TNT (4×109 J) til MOAB’s 11 ton TNT (46×109 J).  MOAB står for Massive Ordnance Air Blast bomb (GBU-43 Massive Ordnance Air Blast bomb) også kendt som ”Mother Of All Bombs”. Den blev fremstillet i USA og er det mest kraftfulde konventionelle våben kendt i det amerikanske arsenal.[1]

- Et nedslag på Månen af et 40 kg meteoroid med en diameter på 30-40 cm med en eksplosion på 5 ton TNT (2×1010 J), klart synligt fra Jorden uden kikkert.[2]

- En eksplosion af 2750 ton ammomiumnitrat i Beirut 4. aug. 2020 anslået til 240 ton TNT.[3][4]

- Halifax-eksplosionen i 1917, hvor et fragtskib fuldt lastet med konventionelle sprængstoffer eksploderede med omkring 3 kiloton TNT (1.26 × 1013 J).

- ”Minor Scale” er kodenavnet for den største konventionelle bombe i 1985. For at simulere en mindre atombombe-eksplosion blev 4 kiloton TNT (17×1012 J) sprængstoffer bragt til sprængning i New Mexico.

- Little Boy var den atombombe, der blev kastet over Hiroshima af USA d. 6. august 1945 som slutning på 2. verdenskrig. Den eksploderede med energiladning på 15 kiloton TNT (63 TJ).

- Starfish Prime, en 1,4 megaton (5,9 PJ) fusionsbombe blev i 1962 bragt til eksplosion 400 km over jorden.[5]

- Tunguska-eksplosionen i 1908 over Sibirien skønnes at have haft en størrelse på fra 5 til 30 megaton TNT (21–130 PJ) med 10-15 megaton TNT (42–65 PJ) som det mest sandsynlige.

- Under den kolde krig, der også er kendt som atomkapløbet mellem USA og Sovjetunionen, udviklede USA brintbomber, der havde en maksimal teoretisk energiladning på 25 megaton TNT (100 PJ). Sovjetunionen udviklede og testede en bombe ved navn ”Tsar Bomba”, som blev testet til 50 megaton TNT (210 PJ), men havde en maksimal teoretisk energiladning på 100 megaton TNT (420 PJ).

- Store eksplosive vulkanudbrud kan sammenlignes med meget store kerneeksplosioner. Krakatau eksploderede i 1883 med en energiudladning på ca. 150 megaton TNT (630 PJ) – det største vulkanudbrud i historisk tid. Mount St. Helens eksploderede i 1980 med en energiudladning på 24 megaton TNT (100 PJ).

- Det samlede antal atomsprænghoveder globalt set ligger på 30.000. De har tilsammen en destruktiv kapacitet på 5 gigaton TNT (21.000 PJ)

- Den omtrentlige energi-frigørelse af det største fragment af kometen Shoemaker-Levy 9 i sammenstødet med planeten Jupiter blev målt til at være ca. 6.000 gigaton TNT eller 6 teraton TNT  svarende til 25.000 EJ eller 2,5×1022 J.

- Store jordskælv afgiver rigtig meget energi. Jordskælvet i Det Indiske Ocean 2004 afgav 9.560 gigaton TNT svarende til 40.000 EJ eller 4×1022 J. Jordskælvet ved Sendai 2011 afgav 9.320 gigaton TNT svarende til 39.000 EJ eller 3,9×1022 J.

- Chicxulub-nedslaget, der forårsagede en masseudryddelse på Jorden for 65 millioner år siden, frigav en energi på 96 teraton TNT eller 96 millioner megaton TNT svarende til 4×1023 J.

- Solen omdanner hvert sekund ca. 4,26 millioner ton brintkerner til en energi på 9,15 × 1010 megaton TNT eller 3,83 × 1026 J.

- På en meget større skala har vi supernovaeksplosioner, som er blevet målt helt op til 1×1044 J.